# Altes Schloss Schwarzenau (Unterfranken)

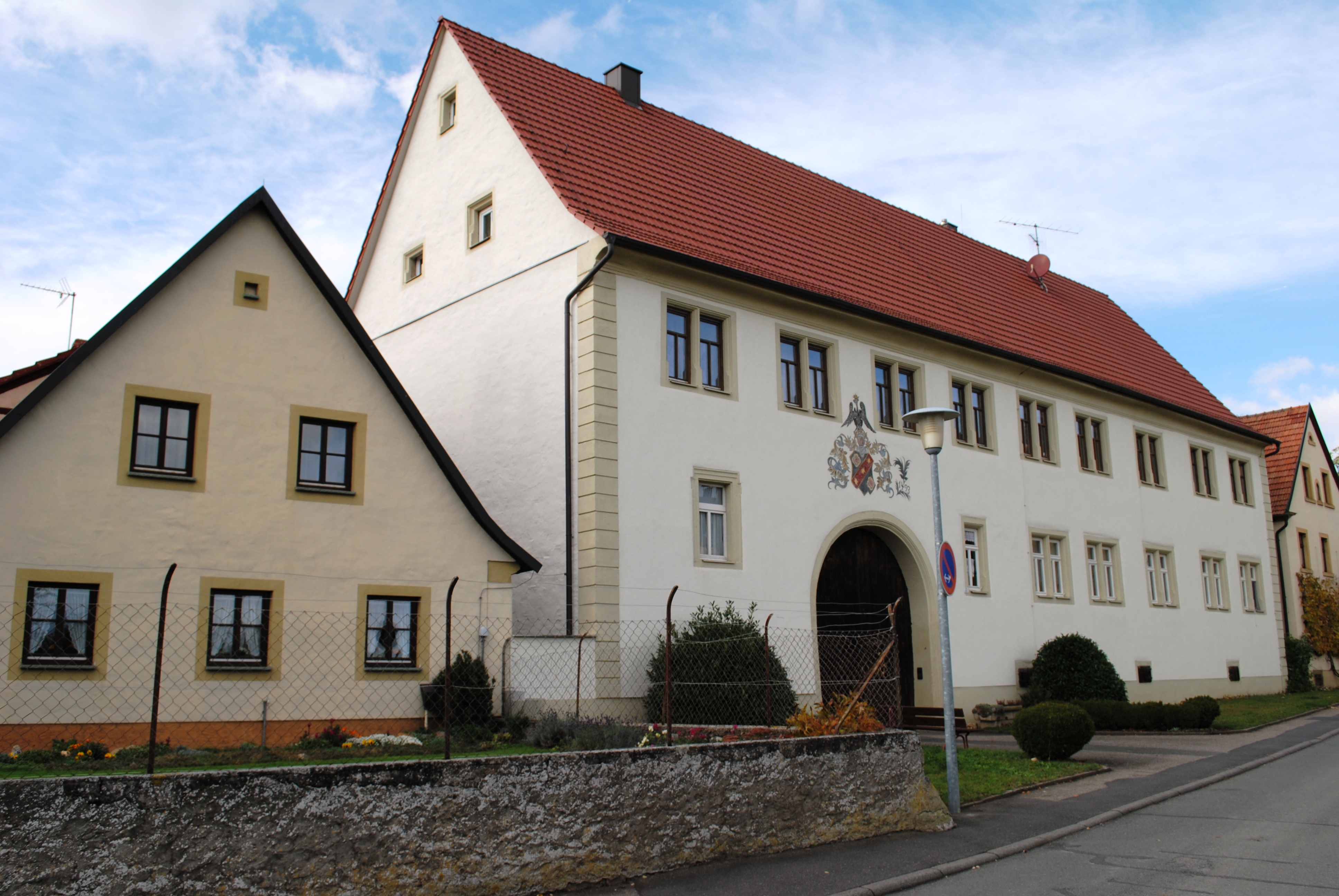
Das Alte Schloss in Schwarzenau

Das Alte Schloss (heute Adresse Mainstraße 23) ist ein ehemaliger Adelssitz in Schwarzenau im unterfränkischen Landkreis Kitzingen. Im 16. Jahrhundert entstand nahe dem Ansitz ein weiteres Schloss, das sogenannte Neue Schloss.

## Geschichte
Das Alte Schloss entstand wohl bereits im Jahr 1493. Der mittelalterliche Adelssitz war der Kern des später an die Grafen von Henneberg gelangenden Ortes. Die Henneberger verliehen das Dorf in der Folgezeit an mehrere Adelsgeschlechter. Am Ende des 16. Jahrhunderts gelangte Valentin Echter von Mespelbrunn, der Bruder des Würzburger Bischofs Julius in den Besitz des hennebergischen Lehens. Er baute das Alte Schloss um, ließ aber auch in der Nähe der Laurentiuskirche das Neue Schloss erbauen.
Zuletzt residierten im Alten Schloss die Herren von Erthal, unter denen die Anlage des Neuen Schlosses in den heutigen Formen entstand. Das Alte Schloss verlor seinen repräsentativen Charakter im 18. Jahrhundert und wurde in ein bäuerliches Hofgut umgewandelt. Das Schloss bildete mit seiner Größe auch im 19. Jahrhundert einen wichtigen Anlaufpunkt für die Dorfgemeinschaft. Hier war lange Zeit ein Gasthaus untergebracht, daneben eröffnete hier 1907 eine Posthilfsstelle. 1920 bis 1927 bestand eine Polizeistation. Heute befindet sich das ehemalige Schloss in Besitz der Familie Ungemach.

## Beschreibung
Das Alte Schloss präsentiert sich heute als langgestreckter, zweigeschossiger Satteldachbau und wird als Baudenkmal eingeordnet. Als besonderes Merkmal wurde auf der Mainseite ein großes Rundbogentor mit Stabwerkzier angebracht. Um das Hauptgebäude wurden mehrere Nebengebäude angeordnet, die einen rechteckigen Innenhof bilden. Zur Straße hin wird das Gebäude von neun Fensterachsen gegliedert. Einen Hinweis auf das hohe Alter des Baus geben die Doppelfenster des Obergeschosses, die mit gotischen Umfassungen und Mittelsäulen gestaltet wurden.
Die Fassadengliederung übernimmt lediglich ein Steintraufgesims. Daneben wurden Ecklisenen aus regelmäßig gestalteten Quadern angebracht. Neueren Datums ist die farbliche Fassung oberhalb der Durchfahrt. Neben der Jahreszahl 1493 wurde ein fantasievolles Wappen (ein Schräglinksbalken, belegt mit drei goldenen Sternen) aufgemalt, das von einem Adler als Helmzier bekrönt wird. Die Anlage wurde im 21. Jahrhundert erneuert.